# Милутин Мишић
Милутин Мишић (Београд, 1936 – Београд, 12. август 2011) био је српски новинар, позоришни критичар, театролог и уметнички директор Југословенског драмског позоришта у Београду.

## Биографија
У Београду је завршио основно образовање, средње у Седмој мушкој гимназији и дипломирао драматургију на Академији за позориште, филм, радио и телевизију у класи професора Јосипа Кулунџића. Још као студент, 1958. године, почео је да објављује позоришне критике у Студенту, а потом, од 1969. наставља у Борби. Позоришна критика најраније је опредељење Милутина Мишића. Потом следе изазови позоришне праксе. Постаје уметнички директор Југословенског драмског позоришта 1971. године и у овоме театру на дужности уметничког директора која у исти мах подразумева и послове драматурга остаје до 1978. године. Иначе, професионалну делатност започео је као драматург у Неопланта филму, остваривши сценарија за десетак документарних филмова.
Године које је провео у Југословенском драмском позоришту биле су значајне за овај театар јер је профилисао репертоар тако да се ослања на значајну светску и домаћу класику, не занемарујући притом савремену светску и домаћу драму, уводећи и младе глумце као носиоце репертоара. 1978. године напушта ЈДП и враћа се у Борбу на место уредника Културне рубрике, истовремено пратећи премијере београдских и југословенских позоришта, посвећујући највећу пажњу Стеринином позорју и Битефу. Био је и селектор на Позоришним свечаностима у Младеновцу и Данима комедије у Јагодини. Неретко био је и члан жирија фестивала позоришних аматера Србије, као и на Сусретима војвођанских позоришта, Фестивалу Јоаким Вујић и Фестивалу позоришне класике у Вршцу. Крајем осамдесетих година прошлога века посвећује се и критици телевизијског програма. Аутор је више од хиљаду позоришних критика. Објавио је, такође, велики број чланака, интервјуа, осврта и других текстова. 
Милутин Мишић је био и страстан риболовац и нумизматичар. Чак је и неколико година радио као професионалан рибар везан за подручје Дунава око Гроцке.

## Награде
- Награда „Дуда Тимотијевић“ за телевизијску критику,
- Златна значка КПЗ Србије,